# Lista descoperitorilor de planete minore
Aceasta este o listă a descoperitorilor de planete minore, ordonată după numărul de planete minore descoperite.
Această listă este generată cu date din Wikidata și este actualizată periodic de un robot.
 Editările făcute în listă vor fi șterse la următoarea actualizare!
| Nr | Nume                                        | Număr de descoperiri |
| -- | ------------------------------------------- | -------------------- |
| 1  | Lincoln Near-Earth Asteroid Research        | 37007                |
| 2  | Spacewatch                                  | 8608                 |
| 3  | Lowell Observatory Near-Earth-Object Search | 3966                 |
| 4  | Near Earth Asteroid Tracking                | 3792                 |
| 5  | Tom Gehrels                                 | 3063                 |
| 6  | Ingrid van Houten-Groeneveld                | 3047                 |
| 7  | Cornelis Johannes van Houten                | 3046                 |
| 8  | Eric Walter Elst                            | 2972                 |
| 9  | Catalina Sky Survey                         | 2317                 |
| 10 | Takao Kobayashi                             | 1979                 |
| 11 | Mount Lemmon Survey                         | 1855                 |
| 12 | Schelte J. Bus                              | 1397                 |
| 13 | Beijing Schmidt CCD Asteroid Program        | 1238                 |
| 14 | Uppsala–ESO Survey of Asteroids and Comets  | 870                  |
| 15 | Korado Korlević                             | 783                  |
| 16 | Eleanor F. Helin                            | 782                  |
| 17 | Henri Debehogne                             | 730                  |
| 18 | Seiji Ueda                                  | 704                  |
| 19 | Hiroshi Kaneda                              | 704                  |
| 20 | Henry E. Holt                               | 687                  |
| 21 | Kazurō Watanabe                             | 643                  |
| 22 | Takeshi Urata                               | 612                  |
| 23 | Edward L. G. Bowell                         | 570                  |
| 24 | OCA-DLR Asteroid Survey                     | 563                  |
| 25 | Kin Endate                                  | 556                  |